# Wolfgang Paalen
Wolfgang Paalen (22. července 1905 Vídeň, Rakousko – 24. září 1959 Taxco, Mexiko), byl malíř, sochař a filozof hlásící se k surrealismu.

## Život
Otec Wolfganga Paalena pocházel z moravského Bzence, brzy[kdy?] se však odstěhoval do Vídně, kde se oženil. Rodina i s malým Wolfgangem se často stěhovala, bydleli postupně ve Slezsku, v Římě a Berlíně. Mladý Wolfgang za války studoval novokantovskou filosofii a řecko-římské umění. Po návratu do Berlína v roce 1924 byl ovlivněn impresionismem a měl svoji prvou výstavu.
V roce 1929 se odstěhoval do Paříže. Po své výstavě v galerii Pierre se seznamuje s André Bretonem a stává se členem surrealistické skupiny. Po roce 1939 odchází do mexického exilu, kde sehrál důležitou roli jako malíř a inspirátor. Byl zakladatelem a vydavatelem časopisu DYN, který se snažil sladit materialistické a mystické tendence.
V poválečných letech se Paalen stal průkopníkem abstraktního expresionismu. V 50. letech 20. století Paalen působil v Paříži, kde přispíval do surrealistických revuí.
Na konci roku 1954 se Paalen po cestě do Německa vrátil do Mexika, koupil v roce 1955 malý dům v Tepoztlánu, poblíž Mexiko City, a poté haciendu u Meridy na Yucatánu. Paalenovy obrazové experimenty po tři roky brzdilo jeho onemocnění. V noci 23. září 1959 spáchal sebevraždu revolverem.

## Výstavy
Výběr
- 1925 – Berliner Secession, Berlín.
- 1929 – Salon des Surindépendants, Paříž.
- 1930 – Galerie Flechthiem, Berlin.
- 1932 – Galerie Bonjean, Paříž.
- 1934 – Galerie Vignon, Paříž. Première exposition particulière.
- 1935 – Abstraction-Création, Paříž.
- 1936 - Galerie Pierre, Paříž.
  - – Exposition internationale du surréalisme, Londýn.
  - – Fantastic Art, Dada and Surrealism, Museum of Modern Art, New York.
- 1938 – Exposition internationale du surréalisme, Paříž.
  - – Galerie Renou et Colle, Paříž.
- 1939 – Guggenheim Jeune Gallery, Londýn.
- 1940 – Exposition Internationale du Surréalisme, Galeria de Arte Mexicano, Mexiko.
  - – Julien Levy Gallery, New York.
- 1945 – Galeria de Arte Mexicano, Mexiko.
  - – Art of this Century, New York.
- 1946 – Nierendorf Gallery, New York.
- 1948 – Musée d'art moderne de San Francisco.
- 1951 – Galerie Pierre, Paříž.
  - – Exposition Dynaton, Musée d'art moderne de San Francisco|musée d'art moderne, San Francisco.
- 1954 – Galerie Villand et Galanis, Paříž.
- 1958 – Galeria Antonio Suza, Mexiko.
- 1967 – Hommage à Paalen, musée d'art moderne de Mexiko.
- 1971 – Der Geist des Surrealismus, Kolín n. Rýnem.
- 1977 – California : 5 Footnotes to Modern Art History (Dynaton Revisited), County Museum of Art, Los Angeles.
- 1979 – Presencia Viva de Wolfgang Paalen, Instituto de Bella Artes (Museum de Carreo Gil), Mexiko.